# واتارتوم
واتارتوم هي ملكة سومرية قرينة، هي زوجة الملك أور نمو مؤسس سلالة أور الثالثة وإبنة القائد وملك أوروك المتمرد أوتو حيكال ووالدة ملك أور شولجي وجدة ابنيه أمار سين وشو سين. في سنة 2119 ق م نجح والدها أوتو حيكال بقيادة تمرد ناجح ضد الغوتيين وتمكن من طردهم من بلاد سومر وأكد واعتلى عرش سومر وأكد ولقب نفسه بملك سومر وأكد وهو اللقب الذي استخدمه الملوك الاكديين في البداية. تزوجت واتارتوم من قائد جيش والدها أورنمو، وعلى ما يبدو ان والدها لم يكن له اولاد ذكور. توفي والدها بعد غرقه اثناء اشرافه على تصليح احدى السدود بالقرب من أوروك في سنة 2112 ق م بعد سبعة سنوات من حكمه، ليخلفه في الحكم زوجها أورنمو. أنجبت من أورنمو ولدها شولجي والذي حكم سومر بعد والده.